# The Rolling Thunder Revue: The 1975 Live Recordings
The Rolling Thunder Revue: The 1975 Live Recordings es una caja recopilatoria del músico estadounidense Bob Dylan, publicada por la compañía discográfica Columbia Records en junio de 2019. La caja acompañó al documental de Netflix Rolling Thunder Revue: A Bob Dylan Story by Martin Scorsese, estrenado la semana siguiente. Una publicación similar titulada Bob Dylan Live 1975, The Rolling Thunder Revue fue publicada en 2002 como parte de la serie Bootleg Series de Dylan.

## Lista de canciones
Todas las canciones compuestas por Bob Dylan excepto: “Romance in Durango”, “Rita May”, “Joey”, Isis”, “Hurricane” y “Oh, Sister” por Dylan y Jacques Levy; “This Wheel’s on Fire” por Dylan y Rick Danko; “Tears of Rage” por Bob Dylan y Richard Manuel; “Rake and Ramblin’ Boy”, “Spanish Is the Loving Tongue”, “Easy and Slow”, “Wild Mountain Thyme”, “The Water Is Wide” y “Jesse James”, tradicionales arregladas por Dylan; “People Get Ready” por Curtis Mayfield; “The Ballad of Ira Hayes” por Peter LaFarge; “This Land Is Your Land” por Woody Guthrie; “Dark as a Dungeon” por Merle Travis; “Never Let Me Go” por Joe Scott; “Your Cheatin’ Heart” por Hank Williams; y “The Tracks of My Tears” por Pete Moore, William Robinson, Jr. y Marvin Tarplin.
Disco 1 – S.I.R. Rehearsals, New York, NY – October 19, 1975
1. "Rake and Ramblin’ Boy"* [incomplete] – 1:50
2. "Romance in Durango"* [incomplete] – 5:24
3. "Rita May"* – 3:22
4. "I Want You"# [incomplete] – 2:18
5. "Love Minus Zero/No Limit"* [incomplete] – 1:12
6. "She Belongs to Me"* [incomplete] – 2:41
7. "Joey" [incomplete] – 5:13
8. "Isis" – 7:45
9. "Hollywood Angel" [incomplete] – 2:51
10. "People Get Ready"#~ – 2:42
11. "What Will You Do When Jesus Comes?"# – 3:31
12. "Spanish Is the Loving Tongue" – 4:05
13. "The Ballad of Ira Hayes" – 2:55
14. "One More Cup of Coffee (Valley Below)"* – 3:40
15. "Tonight I’ll Be Staying Here with You" – 2:58
16. "This Land Is Your Land" – 2:32
17. "Dark as a Dungeon* – 3:42

Disco 2 – S.I.R. Rehearsals, New York, NY – October 21, 1975
1. "She Belongs to Me"# – 2:39
2. "A Hard Rain’s A-Gonna Fall" – 4:02
3. "Isis" – 3:57
4. "This Wheel’s on Fire"/"Hurricane"/"All Along the Watchtower" – 13:28
5. "One More Cup of Coffee (Valley Below)" – 3:15
6. "If You See Her, Say Hello" – 2:56
7. "One Too Many Mornings"# – 2:31
8. "Gwenevere" [incomplete] – 2:20
9. "Lily, Rosemary and the Jack of Hearts" [incomplete] – 2:21
10. "Patty’s Gone to Laredo"# – 2:47
11. "It’s Alright, Ma (I’m Only Bleeding)" – 0:52

Disco 3 – Seacrest Motel Rehearsals, Falmouth, MA – October 29, 1975
1. "Tears of Rage" – 3:32
2. "I Shall Be Released" – 4:11
3. "Easy and Slow" – 5:22
4. "Ballad of a Thin Man" – 5:42
5. "Hurricane" – 8:22
6. "One More Cup of Coffee (Valley Below)" – 4:16
7. "Just Like a Woman" – 5:14
8. "Knockin’ on Heaven’s Door" – 4:30

Discos 4–5 – Memorial Auditorium, Worcester, MA – November 19, 1975
1. "When I Paint My Masterpiece" – 4:38
2. "It Ain’t Me, Babe" – 5:27
3. "The Lonesome Death of Hattie Carroll" – 5:13
4. "It Takes a Lot to Laugh, It Takes a Train to Cry" – 3:19
5. "Romance in Durango" – 5:26
6. "Isis" – 5:29
7. "Blowin’ in the Wind" – 2:51
8. "Wild Mountain Thyme" – 3:58
9. "Mama, You Been on My Mind" – 2:43
10. "Dark as a Dungeon" – 3:32
11. "I Shall Be Released" – 4:23
12. "Tangled Up in Blue" – 4:48
13. "Oh, Sister" – 3:59
14. "Hurricane"^* – 8:20
15. "One More Cup of Coffee (Valley Below)" – 3:50
16. "Sara" – 4:44
17. "Just Like a Woman" – 4:17
18. "Knockin’ on Heaven’s Door" – 4:51
19. "This Land Is Your Land" – 4:00

Discos 6–7 – Harvard Square Theater, Cambridge, MA – November 20, 1975
1. "When I Paint My Masterpiece" – 4:23
2. "It Ain’t Me, Babe"#~^ – 5:20
3. "The Lonesome Death of Hattie Carroll" – 5:23
4. "It Takes a Lot to Laugh, It Takes a Train to Cry"* – 3:26
5. "Romance in Durango"^* – 5:15
6. "Isis" – 5:27
7. "Blowin’ in the Wind"* – 2:37
8. "Wild Mountain Thyme" – 4:06
9. "Mama, You Been on My Mind"^ – 3:02
10. "Dark as a Dungeon" – 3:30
11. "I Shall Be Released" – 4:15
12. "Simple Twist of Fate"^* – 4:39
13. "Oh, Sister" – 3:41
14. "Hurricane" – 8:19
15. "One More Cup of Coffee (Valley Below)" – 3:55
16. "Sara" – 5:09
17. "Just Like a Woman"# – 4:12
18. "Knockin’ on Heaven’s Door"#^ – 4:03
19. "This Land Is Your Land" – 4:05

Discos 8–9 – Boston Music Hall, Boston, MA – November 21, 1975 (afternoon)
1. "When I Paint My Masterpiece" – 4:16
2. "It Ain’t Me, Babe" – 5:14
3. "The Lonesome Death of Hattie Carroll" – 5:17
4. "A Hard Rain’s A-Gonna Fall" – 5:25
5. "Romance in Durango" – 4:36
6. "Isis" – 5:50
7. "The Times They Are A-Changin’" – 2:45
8. "I Dreamed I Saw St. Augustine" – 3:03
9. "Mama, You Been on My Mind" – 2:50
10. "Never Let Me Go" – 2:37
11. "I Shall Be Released"^ – 4:36
12. "Mr. Tambourine Man"^ – 5:47
13. "Oh, Sister" – 4:15
14. "Hurricane" – 8:03
15. "One More Cup of Coffee (Valley Below)" – 4:02
16. "Sara"^ – 4:42
17. "Just Like a Woman" – 4:20
18. "Knockin’ on Heaven’s Door" – 3:59
19. "This Land Is Your Land" – 3:42

Discos 10–11 – Boston Music Hall, Boston, MA – November 21, 1975 (evening)
1. "When I Paint My Masterpiece" – 4:27
2. "It Ain’t Me, Babe" – 5:13
3. "The Lonesome Death of Hattie Carroll"^ – 5:30
4. "It Takes a Lot to Laugh, It Takes a Train to Cry"#^ – 3:28
5. "Romance in Durango" – 4:52
6. "Isis"^ – 5:21
7. "Blowin’ in the Wind"^ – 2:52
8. "The Water Is Wide"^ – 5:15
9. "Mama, You Been on My Mind" – 2:54
10. "Dark as a Dungeon" – 3:48
11. "I Shall Be Released" – 4:28
12. "I Don’t Believe You (She Acts Like We Never Have Met)" – 3:13
13. "Tangled Up in Blue"#^ – 5:14
14. "Oh, Sister"^ – 4:18
15. "Hurricane" – 8:07
16. "One More Cup of Coffee (Valley Below)"^ – 4:27
17. "Sara" – 5:03
18. "Just Like a Woman"^ – 4:12
19. "Knockin’ on Heaven’s Door" – 4:10
20. "This Land Is Your Land" – 3:50

Discos 12–13 – Forum de Montreal, Quebec, Canada – December 4, 1975
1. "When I Paint My Masterpiece" – 4:22
2. "It Ain’t Me, Babe" – 5:16
3. "The Lonesome Death of Hattie Carroll"* – 5:24
4. "Tonight I’ll Be Staying Here with You"^ – 3:55
5. "A Hard Rain’s a-Gonna Fall"#^* – 5:19
6. "Romance in Durango"# – 5:16
7. "Isis"#~* – 5:17
8. "Blowin’ in the Wind" – 2:37
9. "Dark as a Dungeon" – 3:37
10. "Mama, You Been on My Mind" – 2:49
11. "Never Let Me Go"#~ – 2:57
12. "I Dreamed I Saw St. Augustine"* – 3:05
13. "I Shall Be Released" – 4:24
14. "It’s All Over Now, Baby Blue"^ – 4:24
15. "Love Minus Zero/No Limit"^ – 3:34
16. "Tangled Up in Blue" – 6:32
17. "Oh, Sister" – 3:40
18. "Hurricane" – 7:55
19. "One More Cup of Coffee (Valley Below)"#* – 4:12
20. "Sara"# – 4:44
21. "Just Like a Woman" – 4:49
22. "Knockin’ on Heaven’s Door" – 4:05
23. "This Land Is Your Land" – 3:45

Disco 14 – Rare Performances
1. "One Too Many Mornings"* – 3:45
October 24 – Gerdes Folk City, New York City, New York
2. "Simple Twist of Fate"* – 5:53
October 28 – Mahjong Parlor, Falmouth, MA
3. "Isis" – 7:16
November 2 – Technical University, Lowell, MA
4. "With God on Our Side" – 5:36
November 4 – Afternoon – Civic Center, Providence, RI
5. "It’s Alright, Ma (I’m Only Bleeding)" – 5:44
November 4 – Evening – Civic Center, Providence, RI
6. Radio advertisement for Niagara Falls shows – 0:59
Niagara Falls, NY
7. "The Ballad of Ira Hayes"* – 2:53
November 16 – Tuscarora Reservation, NY
8. "Your Cheatin’ Heart"* – 1:51
November 23
9. "Fourth Time Around" – 3:07
November 26 – Civic Center, Augusta, Maine
10. "The Tracks of My Tears" – 2:03
December 3 – Chateau Champlain, Montreal Canada
11. "Jesse James" – 1:51
December 5 – Montreal Stables, Montreal, Canadá
12. "It Takes a Lot to Laugh, It Takes a Train to Cry" – 3:32
December 8 – “Night of the Hurricane,” Madison Square Garden, New York, NY

# publicada anteriormente en la película Renaldo and Clara
~ publicada anteriormente en el álbum 4 Songs from Renaldo and Clara
^ publicada anteriormente en el álbum The Bootleg Series Vol. 5: Bob Dylan Live 1975, The Rolling Thunder Revue
* incluida en el documental Rolling Thunder Revue: A Bob Dylan Story by Martin Scorsese

## Personal
- Bob Dylan – voz, guitarra, piano y armónica.
- Joan Baez – voz y guitarra en "Tears of Rage", "I Shall Be Released", "Blowin' in the Wind", "Wild Mountain Thyme", "Mama, You Been on My Mind", "Dark as a Dungeon", "The Times They Are A-Changin'", "I Dreamed I Saw St. Augustine", "Never Let Me Go", "The Water Is Wide" y "This Land Is Your Land"
- Roger McGuinn – guitarra y coros en "Knockin" on Heaven's Door" y "This Land Is Your Land"
- Ronee Blakley – coros.
- T Bone Burnett – guitarra y coros.
- Ramblin’ Jack Elliott – guitarra y coros.
- Allen Ginsberg – coros.
- David Mansfield – steel guitar, mandolina, violín y dobro.
- Joni Mitchell – coros.
- Bobby Neuwirth – guitarra y coros.
- Scarlet Rivera – violín.
- Luther Rix – batería y percusión.
- Mick Ronson – guitarra.
- Steven Soles – guitarra y coros.
- Rob Stoner – bajo y coros.
- Howie Wyeth – batería y piano.

## Posición en listas
| País                            | Posición |
| ------------------------------- | -------- |
| Australia (ARIA)                | 50       |
| Austria (Ö3 Austria)            | 12       |
| Bélgica (Ultratop flamenca)     | 18       |
| Bélgica (Ultratop valona)       | 42       |
| Países Bajos (Album Top 100)    | 31       |
| Alemania (Media Control Charts) | 10       |
| Irlanda (IRMA)                  | 81       |
| Italia (FIMI)                   | 66       |
| Noruega (VG-lista)              | 26       |
| Suecia (Sverigetopplistan)      | 17       |
| Suiza (Schweizer Hitparade)     | 18       |
| Reino Unido (UK Albums Chart)   | 20       |
| Estados Unidos (Billboard 200)  | 100      |